# Croton thoii
Croton thoii är en törelväxtart som beskrevs av Thin. Croton thoii ingår i släktet Croton och familjen törelväxter. Inga underarter finns listade i Catalogue of Life.